# Yalding
Yalding är en ort och civil parish i grevskapet Kent i sydöstra England. Orten ligger i distriktet Maidstone, cirka 8 kilometer sydväst om Maidstone. Tätorten (built-up area) hade 1 549 invånare vid folkräkningen år 2021.